# Xavier Regàs i Pagès
Xavier Regàs i Pagès (Barcelona, 1931–17 de agosto de 1999) fue un decorador, interiorista y pintor español, autor de la decoración de la discoteca Bocaccio, escenario predilecto del movimiento Gauche Divine en Barcelona, y de más de 150 proyectos. Fue el primer hijo del matrimonio formado por el comediógrafo Xavier Regàs i Castells y Mariona Pagès Elias, y fue hermano mayor de Rosa Regàs, escritora, Georgina Regàs, cocinera y escritora, y Oriol Regàs, promotor cultural. Todos ellos sobrinos de Víctor Alba (Pere Pagès i Elias).

## Biografía
Nació en Barcelona el 1931. Al estallar la guerra civil española (1936-1939) la familia se exilió. Él y su hermana y Georgina fueron internados en Holanda mientras que Rosa y Oriol lo fueron en París.
Fue autor interiorista de establecimientos barceloneses como el restaurante Vía Veneto, la tienda Groc para Antoni Miró (1969-1970), el Drugstore de Paseo de Gràcia, el restaurante Tropical en Gavà, varias discotecas de la Costa Brava y Torremolinos, el teatro Balear y las discotecas Barbarella y Babels en Palma, la discoteca Sunset en Madrid y la macrodiscoteca Florida 135 de Fraga.
En el interior de la discoteca Bocaccio conjuntó elementos como cómodos sofás rojos, maderas barnizadas de formas curvas, hierros dorados a las barandillas y una discreta iluminación, para obtener un ambiente con pinceladas modernistas y orientales. El local, promovido por su hermano Oriol, fue un éxito desde su apertura en la segunda mitad de los años 60.
También tuvo una intensa actividad como pintor, especialmente en los últimos años de su vida, con exposiciones en Barcelona, Madrid, Palma de Mallorca, Caracas y Goa (India).
Murió el martes 17 de agosto de 1999 debido a un accidente doméstico acontecido en su domicilio. Tuvo dos hijos, Sergi y Andrea.